# Comuna Ocnița, Dâmbovița
Ocnița este o comună în județul Dâmbovița, Muntenia, România, formată numai din satul de reședință cu același nume.

## Așezare
Comuna este situată la 18 km de Târgoviște și 19 km de Moreni. Drumul ei principal este șoseaua județeană DJ720C care o leagă de Răzvad și de DN72.

## Demografie
Componența etnică a comunei Ocnița
     Români (94,66%)
     Alte etnii (5,34%)
Componența confesională a comunei Ocnița
     Ortodocși (93,82%)
     Alte religii (0,61%)
     Necunoscută (5,57%)
Conform recensământului efectuat în 2021, populația comunei Ocnița se ridică la 3.950 de locuitori, în scădere față de recensământul anterior din 2011, când fuseseră înregistrați 4.325 de locuitori. Majoritatea locuitorilor sunt români (94,66%). Din punct de vedere confesional, majoritatea locuitorilor sunt ortodocși (93,82%), iar pentru 5,57% nu se cunoaște apartenența confesională.

## Politică și administrație
Comuna Ocnița este administrată de un primar și un consiliu local compus din 13 consilieri. Primarul, Eduard Barcău[*], de la Partidul Social Democrat, este în funcție din 2016. Începând cu alegerile locale din 2024, consiliul local are următoarea componență pe partide politice:
|  | Partid                          | Consilieri | Componența Consiliului | Componența Consiliului | Componența Consiliului | Componența Consiliului | Componența Consiliului | Componența Consiliului |
|  | ------------------------------- | ---------- | ---------------------- | ---------------------- | ---------------------- | ---------------------- | ---------------------- | ---------------------- |
|  | Partidul Social Democrat        | 6          |                        |                        |                        |                        |                        |                        |
|  | Partidul Național Liberal       | 6          |                        |                        |                        |                        |                        |                        |
|  | Alianța pentru Unirea Românilor | 1          |                        |                        |                        |                        |                        |                        |

## Istorie
La sfârșitul secolului al XIX-lea, comuna făcea parte din plasa Dealul-Dâmbovița a județului Dâmbovița și era formată din satele Ocnița și Gorgota, cu o populație totală de 3946 de locuitori.
În 1925, Anuarul Socec consemnează comuna în plasa Târgoviște a aceluiași județ, formată doar din satul de reședință (după ce Gorgota a fost transferat comunei Răzvad), cu o populație de 2127 de locuitori.
În 1950, a fost transferată raionului Târgoviște din regiunea Prahova și apoi (după 1952) din regiunea Ploiești. În 1968, comuna a revenit la județul Dâmbovița, reînființat.